# Хагасов, Залимгери Абузедович
Хагасов Залимгери Абузедович (род. 25 мая 1965, Плановское) — политик и предприниматель. Глава администрации города Нальчик с 29 апреля 2009 года по 16 декабря 2013 года.

## Биография
Родился 25 мая 1965 года в селе Плановское, в Терском районе Кабардино-Балкарской Республики.
Окончил Кабардино-Балкарский Государственный университет.
В 1987—1989 годах — заместитель директора Республиканского Дома работников просвещения.
В 1990—1999 годах работал на ряде должностей в МВД КБР.
С января 2002 по декабрь 2005 года был генеральным директором ОАО Торговый комплекс Нальчик, с декабря 2005 по май 2008 года возглавлял ОАО Нальчикские электрические сети.
16 мая 2008 года назначен заместителем главы, руководителем Департамента финансов.
22 июня 2012 года против мэра Нальчика Залимгери Хагасова возбудили уголовное дело о превышении должностных полномочий, объявил СКР. По версии следствия, градоначальник незаконно предоставил земельные участки под строительство дач и нанес ущерб городской казне более, чем в 14 миллионов рублей.
24 июля 2012 года отстранён от должности мэра, в мае 2013 вновь приступил к работе. 16 декабря 2013 подал в отставку.